# Mechatronikzentrum der Bundeswehr
Das Mechatronikzentrum der Bundeswehr (MechZBw) ist ein ortsfeste logistische Instandhaltungseinrichtung der Streitkräftebasis der Bundeswehr im Südosten von Jülich (Nordrhein-Westfalen). Die militärische Dienststelle ist dem Logistikzentrum der Bundeswehr unterstellt und verfügt über 8 Soldaten und 227 Zivilbeschäftigte (Beamte und Arbeitnehmer) sowie 72 Auszubildende.

## Auftrag
Auftrag des Zentrums ist tiefgreifende System- und Baugruppeninstandsetzung von unterschiedlichstem Wehrmaterial wie Stromerzeugeraggregaten, Containern, geschützten und ungeschützten Radfahrzeugen sowie Sonderfahrzeugen bis zur sogenannten Materialerhaltungsstufe 4.

## Geschichte
Das Mechatronikzentrum der Bundeswehr liegt auf einer Teilfläche des ehemaligen Ausbesserungswerks Jülich nahe dem Forschungszentrum Jülich und wurde am 2. Mai 1961 als Instandsetzungsbataillon 961 (InstBtl 961) aufgestellt. In diesem Jahr betrug der Personalbestand 16 Soldaten und 54 Zivilbeschäftigte. Zum 1. Oktober 1971 erfolgte die Umgliederung und Umbenennung in Heeresinstandsetzungswerk 800 (HInstWerk 800). In diesem Jahr hatte die Dienststelle 438 Beschäftigte. Seit 1976 besteht die Kfz-Ausbildungswerkstatt. Zum 1. April 1994 erfolgte die Umbenennung in Systeminstandsetzungszentrum 800 (SysInstZ 800). Zum 1. April 2008 erfolgte die Umgliederung und Umbenennung zum heutigen Mechatronikzentrum der Bundeswehr und 2010 der Unterstellungswechsel zum Bereich ortsfeste logistische Einrichtungen des Logistikzentrums der Bundeswehr. Seit dem 1. April 2021 ist das Zentrum dem Logistikzentrum der Bundeswehr direkt unterstellt.